# Katten i hatten (film)
Katten i hatten (engelska: The Cat in the Hat) är en kommande amerikansk datoranimerad fantasyfilm som kommer att få premiär 2026. Filmen bygger på den tecknade serien Katten i hatten skapad av Dr. Seuss, och är regisserad av Alessandro Carloni och Erica Rivinoja som även skrivit manus. 

## Rösten
| Bill Hader         | – Katten i hatten |
| Xochitl Gomez      | – Gabby           |
| Tiago Martinez     | – Sebastian       |
| Matt Berry         | – Fisk            |
| America Ferrera    | – mor             |
| Quinta Brunson     | – Sherri          |
| Giancarlo Esposito | – Herr Hoogeboom  |
| Bowen Yang         | – TBA             |
| Paula Pell         | – TBA             |
| Tituss Burgess     | – TBA             |

## Produktion
År 2012 tillkännagav Universal Pictures och Illumination Entertainment sina planer på att producera en CGI-adaption av Katten i hatten. Planen var att Rob Lieber skulle skriva manuset, med Chris Meledandri som producent och Audrey Geisel som exekutiv producent, men projektet blev aldrig av.
I januari 2018 köpte Warner Bros. Pictures rättigheterna till filmen för Warner Animation Group, senare omdöpt till Warner Bros. Pictures Animation.I oktober 2020 tillkännagavs Erica Rivinoja och Art Hernandez som regissörer. I juni 2023 ersattes dock Hernandez av Alessandro Carloni.
I mars 2024 rapporterades det att Bill Hader skulle göra rösten till titelrollen. Senare samma månad meddelades det att Quinta Brunson, Bowen Yang, Xochitl Gomez, Matt Berry och Paula Pell också skulle göra röster i filmen. Hader skulle också vara filmens exekutiva producent tillsammans medSusan Brandt, vd och president för Dr. Seuss Enterprises. Jared Stern och Daniela Mazzucato tillkännagavs som producenter, med DNEG Animation som hanterade animationen. I juni 2025 rapporterades det att America Ferrera hade anslutit sig till röstskådespelarna tillsammans med Tituss Burgess och Giancarlo Esposito.